# Дуболуговка
Дуболу́говка (укр. Дуболугівка) — село в Нежинском районе Черниговской области Украины. Население 568 человек. Занимает площадь 2,8 км².
Код КОАТУУ: 7423384001. Почтовый индекс: 16622. Телефонный код: +380 4631.

## История
Указом ПВС УССР от 10.06.1946 г. село Британы переименовано в Дуболуговку.

## Власть
Орган местного самоуправления — Дуболуговский сельский совет. Почтовый адрес: 16622, Черниговская обл., Нежинский р-н, с. Дуболуговка, ул. 1-го Мая, 2.